# Lentate sul Seveso
Lentate sul Seveso é uma comuna italiana da região da Lombardia, província de Monza e Brianza, com cerca de 14.365 habitantes. Estende-se por uma área de 13 km², tendo uma densidade populacional de 1105 hab/km². Faz fronteira com Mariano Comense (CO), Carimate (CO), Cermenate (CO), Novedrate (CO), Cabiate (CO), Meda, Lazzate, Misinto, Barlassina, Cogliate.

## Demografia
| Variação demográfica do município entre 1861 e 2011                               |
|                                                                                   |
| Fonte: Istituto Nazionale di Statistica (ISTAT) - Elaboração gráfica da Wikipedia |